# Campos dos Goytacazes (microregio)
Campos dos Goytacazes is een van de 18 microregio's van de Braziliaanse deelstaat Rio de Janeiro. Zij ligt in de mesoregio Norte Fluminense en grenst aan de microregio's Macaé, Santa Maria Madalena, Santo Antônio de Pádua, Itaperuna, Cachoeiro de Itapemirim (ES) en Itapemirim (ES). De microregio heeft een oppervlakte van ca. 7.145 km². In 2006 werd het inwoneraantal geschat op 556.204.
Vijf gemeenten behoren tot deze microregio:
- Campos dos Goytacazes
- Cardoso Moreira
- São Fidélis
- São Francisco de Itabapoana
- São João da Barra

Mesoregio's: Baixadas Litorâneas · Centro Fluminense · Metropolitana do Rio de Janeiro · Noroeste Fluminense · Norte Fluminense · Sul Fluminense

Microregio's: Bacia de São João · Baía da Ilha Grande · Barra do Piraí · Campos dos Goytacazes · Cantagalo-Cordeiro · Itaguaí · Itaperuna · Lagos · Macacu-Caceribu · Macaé · Nova Friburgo · Rio de Janeiro · Santa Maria Madalena · Santo Antônio de Pádua · Serrana · Três Rios · Vale do Paraíba Fluminense · Vassouras